# Zio Paperone e la Banda Bassotti
Zio Paperone e la Banda Bassotti (The Round Money Bin), nota anche come Zio Paperone - Juke box ad Atlantide, è una storia a fumetti di Carl Barks del 1953, con i personaggi della Disney; vi compare per la prima volta la Numero Uno, la moneta portafortuna di Paperon de Paperoni.

## Trama
Paperone converte le sue monete in banconote da 10.000$ per ragioni di spazio e conservandole in un deposito sferico in cima a una collina. I Bassotti però tagliano i pali del serbatoio per farlo rotolare giù dalla collina con i paperi dentro ma Paperone ha in tasca l'unica moneta non convertita ovvero la vecchia Numero Uno: poiché è molto affilata essendo vecchia di decenni, con essa taglia le corde che li legano e manda i nipoti a chiamare la polizia. Tutto si risolve per il meglio, tranne che per il banchiere, che deve di nuovo riconvertire le banconote in 3 ettari cubici di monete.

## Storia editoriale
Venne pubblicata per la prima volta negli USA senza titolo ma solo con la dicitura "Uncle Scrooge" su Uncle Scrooge One Shot n. 495 (Four Color Comics) del settembre 1953. In Italia venne pubblicata per la prima volta lo stesso anno su Topolino n. 81 con il titolo "Paperone e la Banda Bassotti" e da allora più volte ristampata.